# Pista pegma
Pista pegma är en ringmaskart som beskrevs av Anne D. Hutchings och Smith 1997. Pista pegma ingår i släktet Pista och familjen Terebellidae.
Artens utbredningsområde är havet kring Nya Zeeland. Inga underarter finns listade i Catalogue of Life.